# Uasin Gishu
Uasin Gishu är ett av Kenyas 47 administrativa distrikt, och ligger i provinsen Rift Valley. År 1999 hade distriktet 622 705 invånare. Huvudorten är Eldoret. Bland andra orter finns Chepkongony och Cheptigit.
Den världsberömda långdistanslöparen Agnes Tirop kommer från Uasin Gishu.

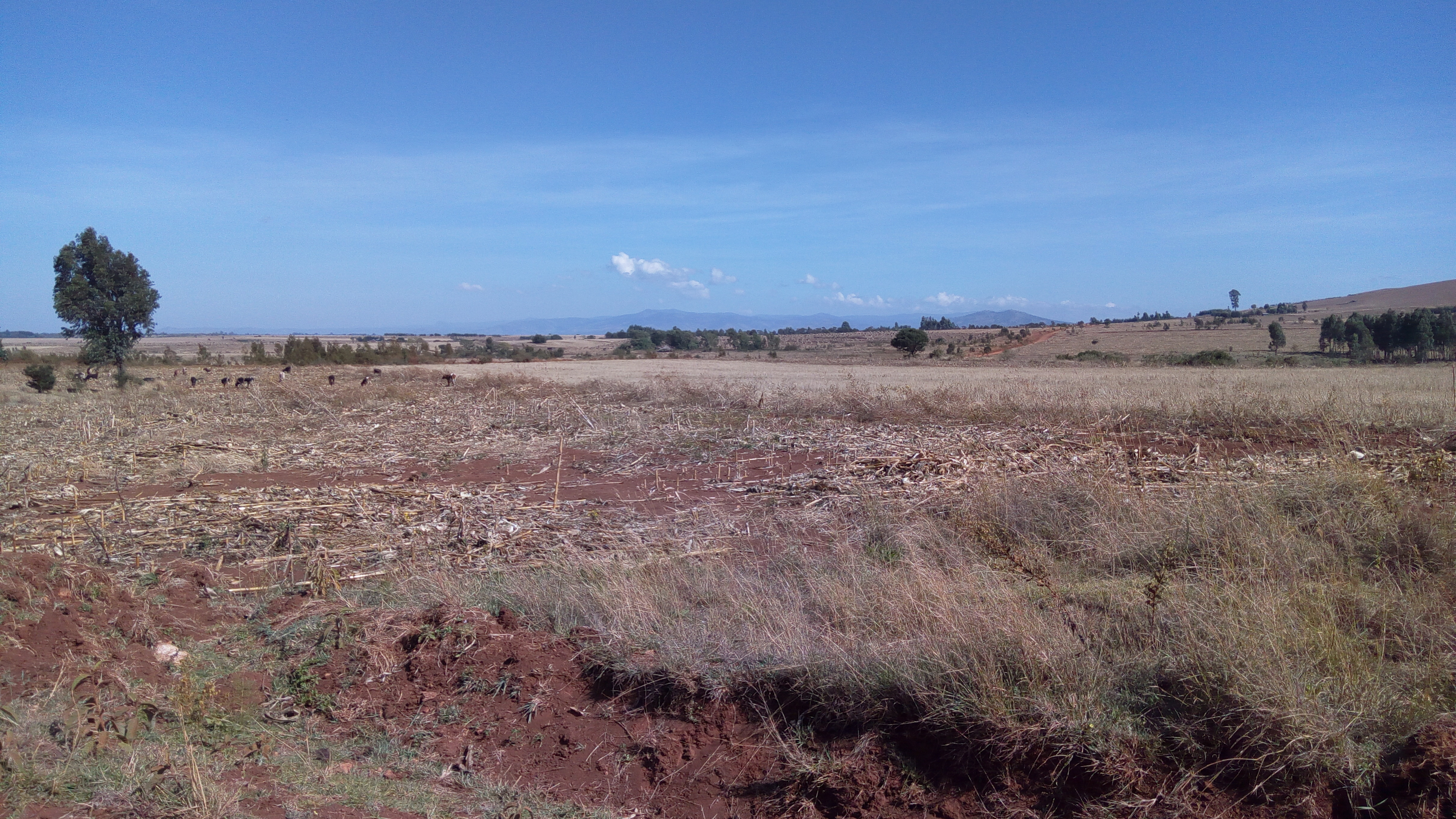
Jordbruksmark i Uasin Gishu.

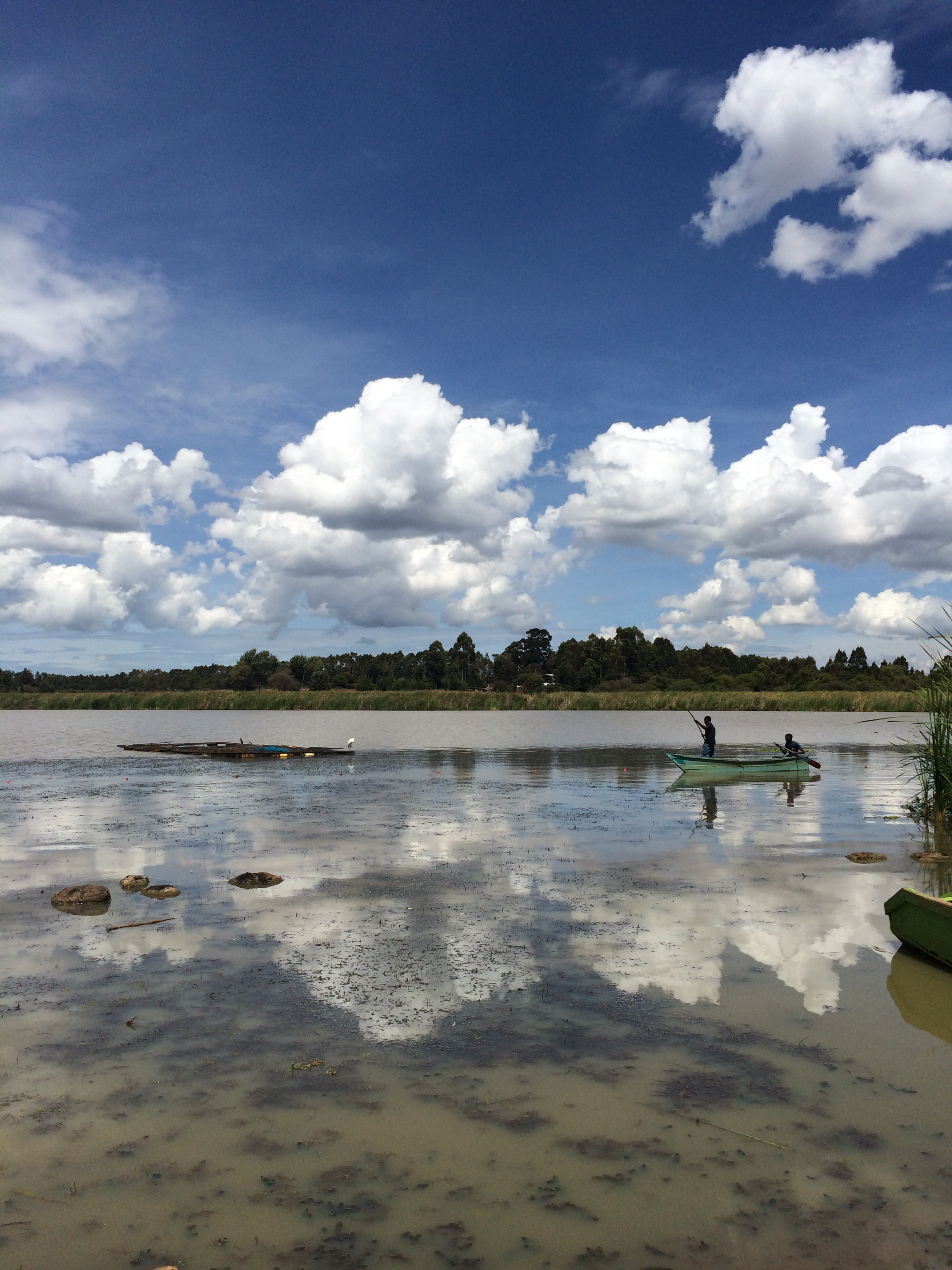
Kesses reservoaren.